# Río Seco 2da. Sección
Río Seco 2da. Sección är en ort i Mexiko.   Den ligger i kommunen Cunduacán och delstaten Tabasco, i den sydöstra delen av landet, 600 km öster om huvudstaden Mexico City. Río Seco 2da. Sección ligger 18 meter över havet och antalet invånare är 1 148.
Terrängen runt Río Seco 2da. Sección är mycket platt. Runt Río Seco 2da. Sección är det ganska tätbefolkat, med 155 invånare per kvadratkilometer. Närmaste större samhälle är Cárdenas, 18,4 km sydväst om Río Seco 2da. Sección. Trakten runt Río Seco 2da. Sección består till största delen av jordbruksmark.